# Wał szkwałowy

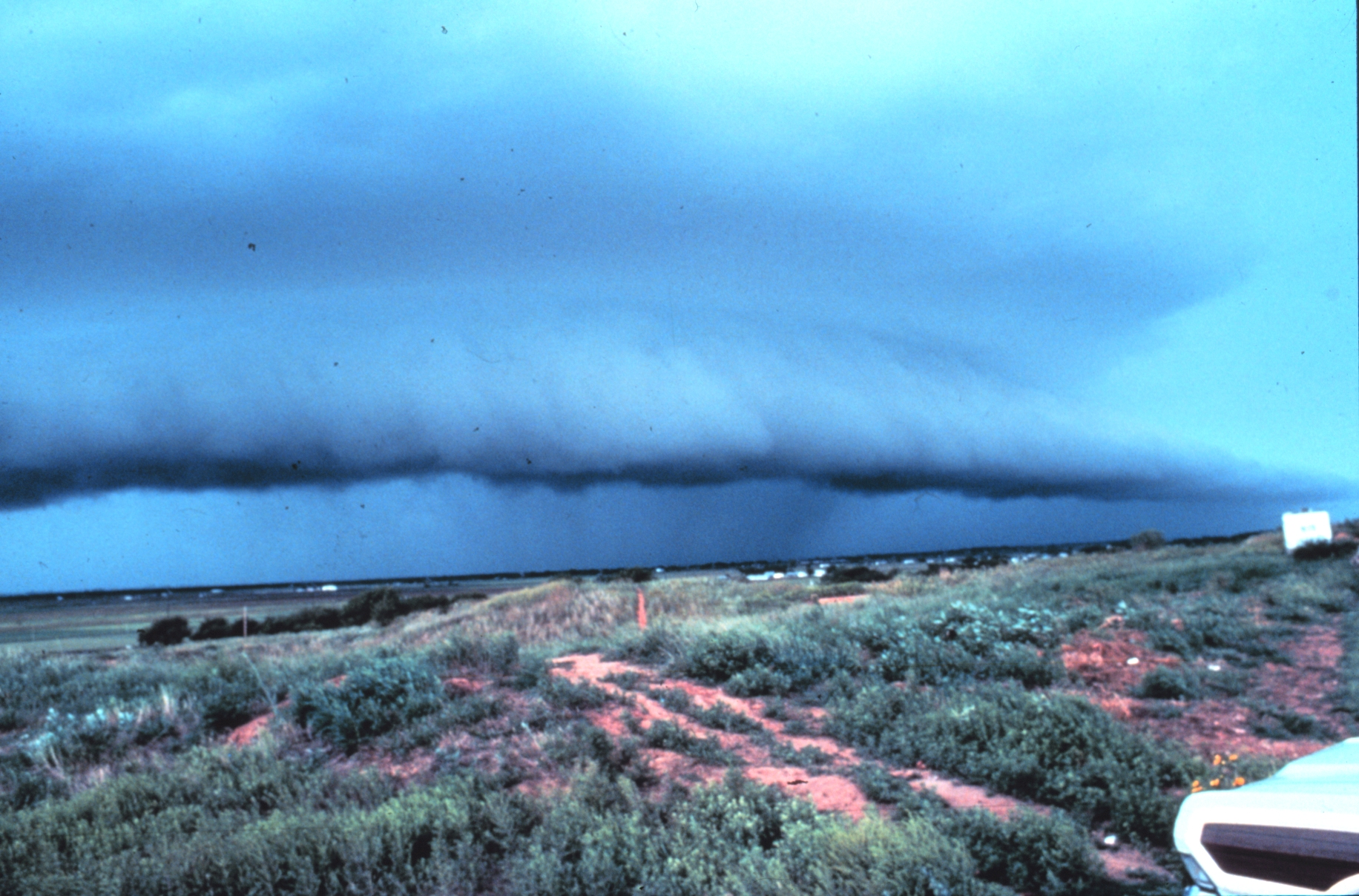
Nadchodząca burza z wyraźnie zaznaczonym, regularnie ukształtowanym wałem szkwałowym

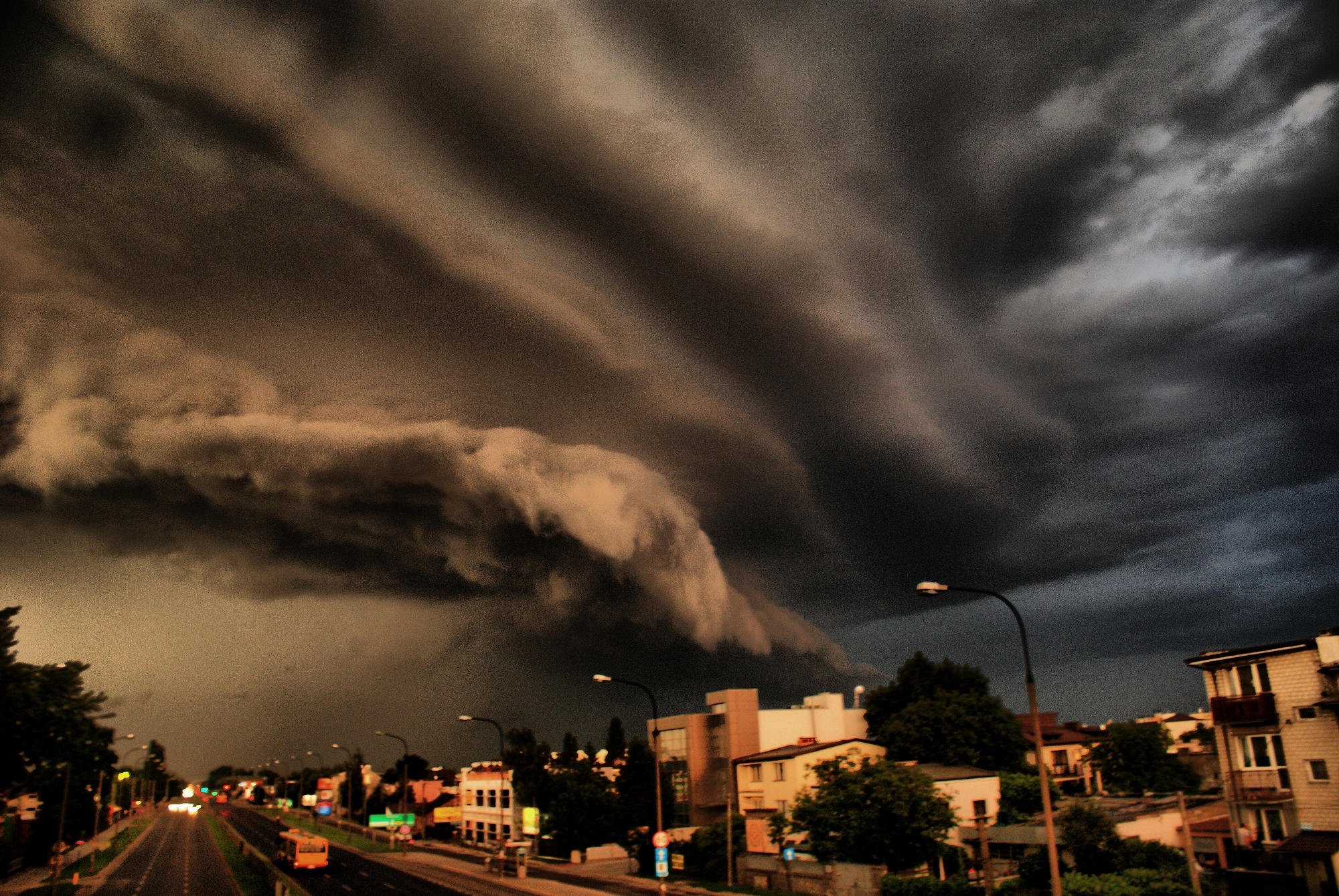
Mroczna chmura z wałem szkwałowym nadciągająca nad Warszawę

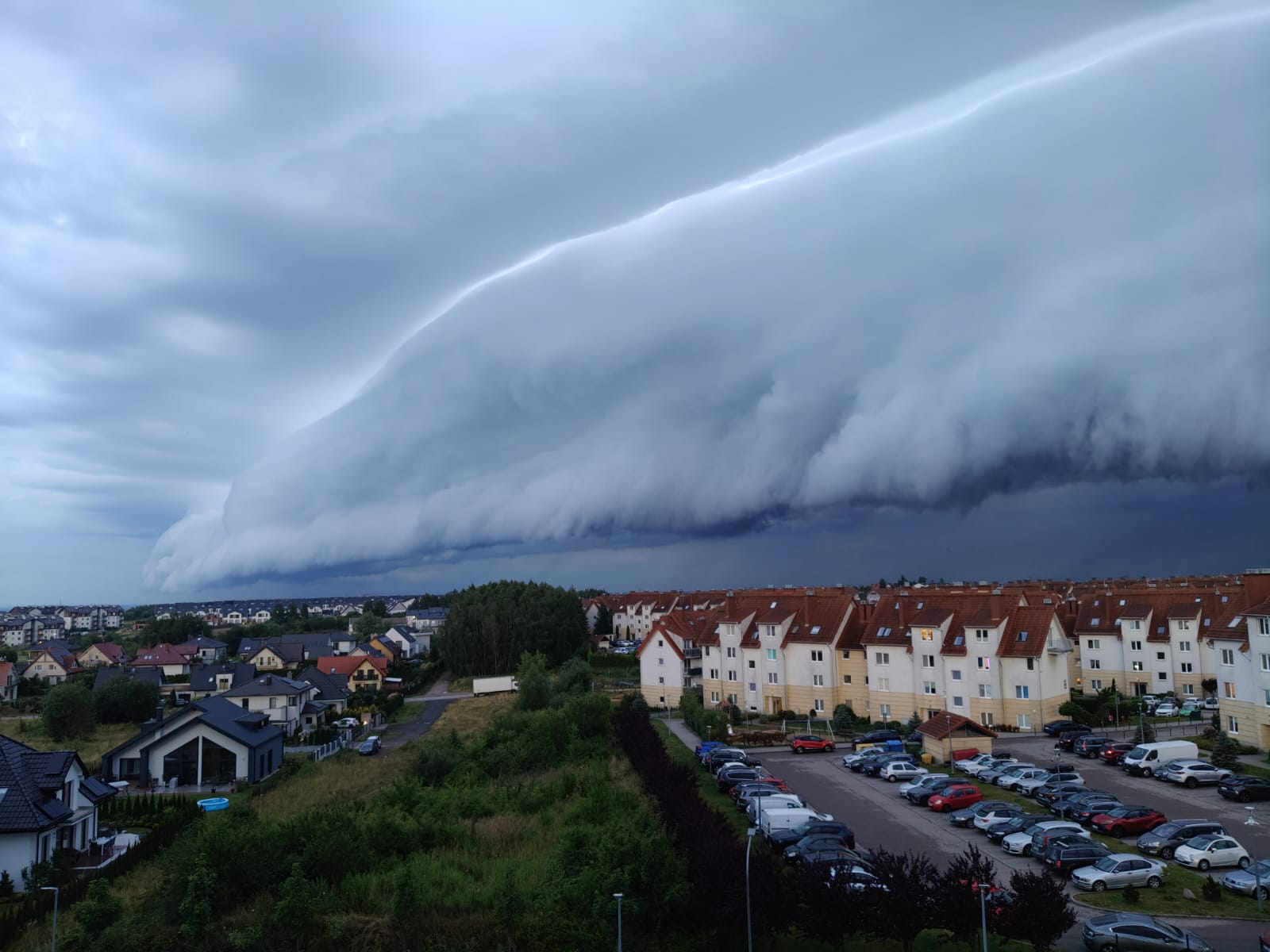
Wał szkwałowy nadciągający nad Gdańsk

Arcus (arc) (łac. łuk, arkada, sklepienie), pol. wał szkwałowy, ang. shelf cloud) – szczególna forma chmury przypominająca poprzecznym przekrojem swego czoła poziomy klin lub taran. Jest ona przytwierdzona do podstawy chmury macierzystej, zazwyczaj burzowej, rzadko kłębiastej. Tego typu forma chmury występuje najczęściej na granicy burzowych frontów atmosferycznych oraz w superkomórkach, zawsze na przednim skraju strefy burzowej. W rejonie jej występowania zazwyczaj pojawia się porywisty wiatr, zwany szkwałem, i intensywne opady. 
W klasyfikacji według Światowej Organizacji Meteorologicznej opublikowanej w języku polskim w 1956 (1959) r. w wersji skróconej Międzynarodowego atlasu chmur, arcus należy  do kategorii zjawiska szczególne i chmury towarzyszące (kategorii niższej niż odmiany) i jest oznaczany skrótem arc.